# Litchfield (Kalifornien)
Litchfield ist ein census-designated place (CDP) im Lassen County im US-Bundesstaat Kalifornien mit 160 Einwohnern (Stand: 2020). Es liegt auf 1.239 Metern Meereshöhe und 24 km östlich des Ortes Susanville. Im Jahr 2010 hatte Litchfield 195 Einwohner.

## Geschichte
1914 wurde die erste Poststation eröffnet, welche 1941 umzog. Der Ort ist nach Thomas Litch benannt.
Das Bureau of Land Management (BLM; deutsch Landverwaltungsamt) betreibt ein Gehege für Wildpferde und Esel in der Nähe des Ortes.